# Minières néolithiques de silex de Spiennes
Les minières néolithiques de silex de Spiennes se trouvent dans une zone calcaire de la province de Hainaut en Belgique, à Spiennes, à 6 km au sud-est du centre-ville de Mons et à 50 km au nord est de Valenciennes (France). Il s’agit d’un site archéologique d’extraction et de taille du silex d’époque préhistorique. C’est un des sites archéologiques les mieux documentés et étudiés en la matière. Les minières néolithiques de silex de Spiennes sont inscrites sur la liste du patrimoine mondial de l'UNESCO depuis 2000.

## Protection et reconnaissance Unesco
Les minières néolithiques de silex de Spiennes ont été classées comme monument et site par le Gouvernement wallon en date du 7 novembre 1991; les témoins de l'activité de l'exploitation du silex sous le Champ à Cailloux étant reconnus comme monument et l'ensemble formé par le Champ à Cailloux comme site.
Le site a bénéficié en date du 1er avril 2015 d'une extension de classement afin de garantir la protection du site tel qu'inscrit sur la liste du Patrimoine mondial de l'Unesco . Cette extension s'est appuyée sur les acquis des découvertes archéologiques effectuées depuis le classement de 1991. À cette occasion, le classement a été étendu aux vestiges paléolithiques inclus dans les nappes alluviales ainsi qu'aux témoins de l'exploitation du silex à l'époque historique.
Les minières néolithiques de silex de Spiennes figurent sur la liste du patrimoine exceptionnel de la Région wallonne depuis le 29 juillet 1993. Elles sont reprises dans la liste révisée du 6 octobre 2016.
Le site a été inscrit sur la liste du Patrimoine mondial de l'Unesco lors de la réunion du Comité du patrimoine mondial qui s'est tenu à Cairns en Australie du 27 novembre au 2 décembre 2000,.
En décembre 2013, les minières néolithiques de silex de Spiennes se sont vu accorder par l'Unesco la protection renforcée en cas de conflit armé.

## Historique des découvertes
Les toutes premières découvertes mentionnées dans les journaux locaux (Le Modérateur) remontent à 1842. Le site est ensuite signalé par Albert Toilliez (1816-1865), ingénieur à Mons. Dès 1851, il soupçonne la présence d'un vaste atelier de fabrication de haches à Spiennes. Ces découvertes sont signalées par son cousin Désiré Toilliez.
En 1867 furent mis au jour 25 puits d'extraction du silex à l'occasion de la construction d'une ligne de chemin de fer. La commission scientifique chargée de surveiller les travaux comprend Auguste Houzeau de Lehaie, Alphonse Briart et François-Léopold Cornet. Cette découverte sera présentée au VIe Congrès international d’Anthropologie et d’Archéologie préhistorique de Bruxelles en 1872. Elle contribuera à faire connaître le site internationalement.
De 1912 à 1914, deux puits d'extraction du silex de 15 et 16 m de profondeur ainsi qu'une galerie sont fouillés au Camp-à-Cayaux par le baron Alfred de Loë grâce aux libéralités du comte Louis Cavens. Le terrain sur lequel sont effectuées les fouilles est acheté quelques années plus tard par l'État belge. Il y fait bâtir un musée (musée du Champ aux cailloux). Ce bâtiment devenu depuis propriété de la Région wallonne a été rénové au début des années 2000 et transformé en Centre de recherche archéologique.
En 1953, la Société de recherche préhistorique en Hainaut (SRPH) entreprend des fouilles archéologiques sur le plateau opposé, à Petit-Spiennes (ou Pa d'la l'Iau). Plusieurs puits d'extraction du silex de 8 à 10 m de profondeur et leur réseau souterrain sont explorés. Environ 100 m2 du sous-sol sont étudiés entre 1953 et aujourd'hui. La Ville de Mons acquiert le terrain afin d'y faire bâtir un centre d'accueil et de visite pour les minières de Spiennes, le SILEX'S. Celui-ci a ouvert ses portes en avril 2015.
De 1966 à 1979, le Service national des Fouilles effectue des sondages à l'emplacement d'une enceinte repérée quelques années plus tôt sur le plateau de Petit-Spiennes grâce à l'examen de clichés aériens. La fouille exécutée par François Hubert permet d'attribuer cette enceinte à la culture de Michelsberg. Vingt-sept tranchées mettent progressivement en évidence le tracé des deux fossés concentriques enserrant une aire de 14 ha,.
Depuis 1997, le Service public de Wallonie a entrepris, en collaboration avec la SRPH, de nouvelles fouilles sur le site minier. Celles-ci ont permis le dégagement de structures d'extraction du silex de 9 et 10 m de profondeur à Petit-Spiennes ainsi que la fouille d'ateliers de taille en place.Trois squelettes humains datant du Néolithique ont également été rencontrés lors de la fouille de ces puits,,.

## Description
Géographiquement, le site se présente comme une cuesta recouverte de limon éolien et entaillée par deux rivières, la Trouille et la Wampe. Celles-ci délimitent deux plateaux :
- à l'ouest, Pa'd'à l'liau ou « par delà l'eau » ;
- à l'est, le Camp-à-Cayaux ou « champ à cailloux ».

Ces deux plateaux furent longtemps réputés incultivables vu l'impressionnante quantité de déchets pierreux présents, liés à l'exploitation des minières de silex situés en leur sous-sol.
Le site couvre une centaine d'hectares. Il est situé sur les versants et plateaux situées de part et d'autre de la rivière La Trouille. Il s’agit d’un site consacré à l’extraction et à la taille du silex qui fut en activité du Néolithique moyen (4300 ans av. notre ère) au Néolithique final (2200 ans av. notre ère). Entre ces deux époques, des milliers de minières (de 10 000 à 20 000?) ont été creusées pour exploiter les bancs de silex, roche recherchée pour la fabrication de haches et de lames. Ces exploitations alimentaient le travail de tailleurs spécialisés dont les ateliers étaient situés sur le site même, à proximité des puits en activité. Les millions de déchets de silex à la surface des champs en sont les vestiges.
Il comprend trois zones minières : le Camp-à-Cayaux ou Champ-à-Cailloux sur la rive droite de la Trouille, Petit-Spiennes sur la rive gauche de la Trouille et une zone minière dite du "Versant de la Wampe" surplombant la rivière du même nom.

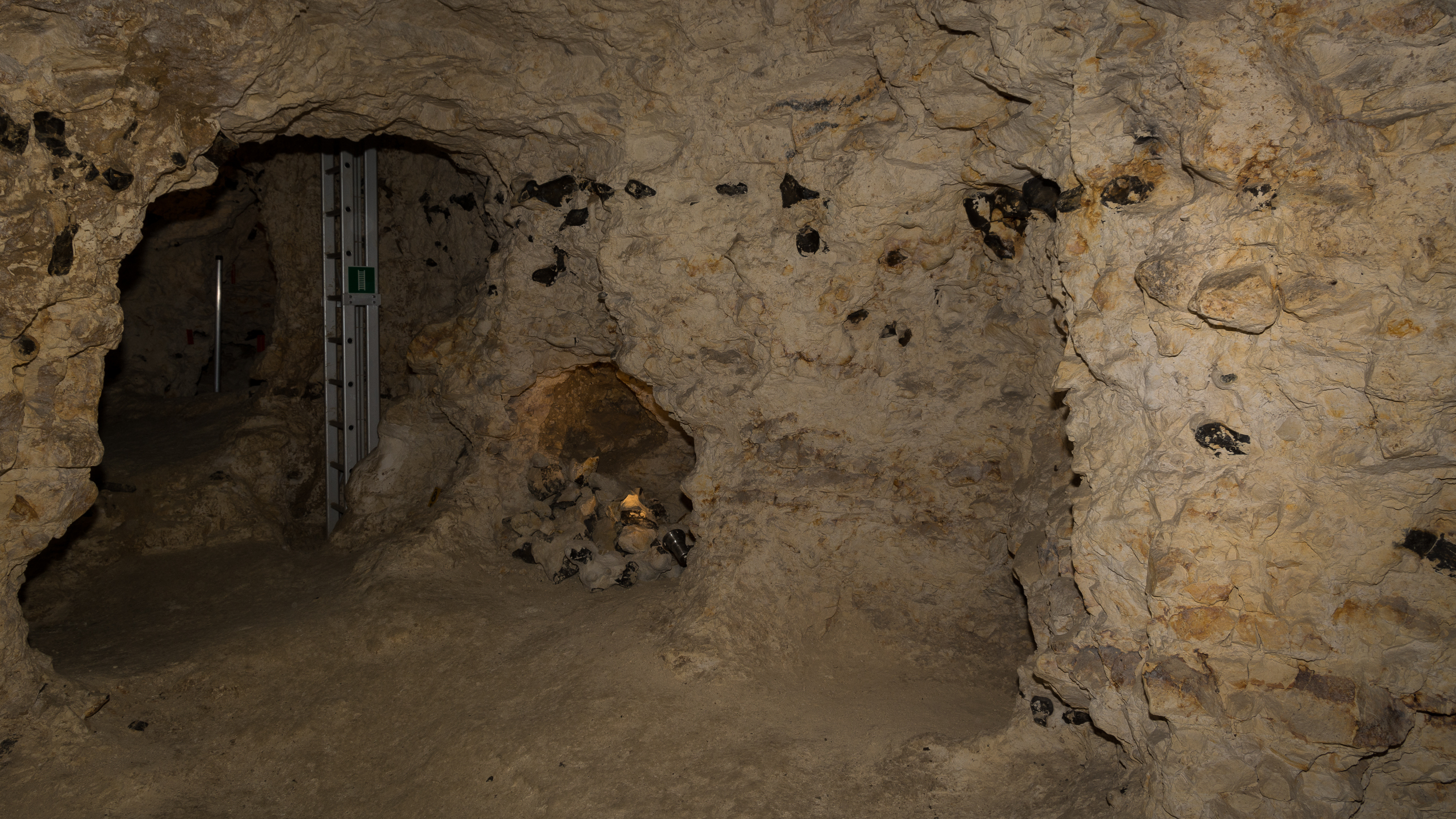
Minières néolithiques de Petit-Spiennes.
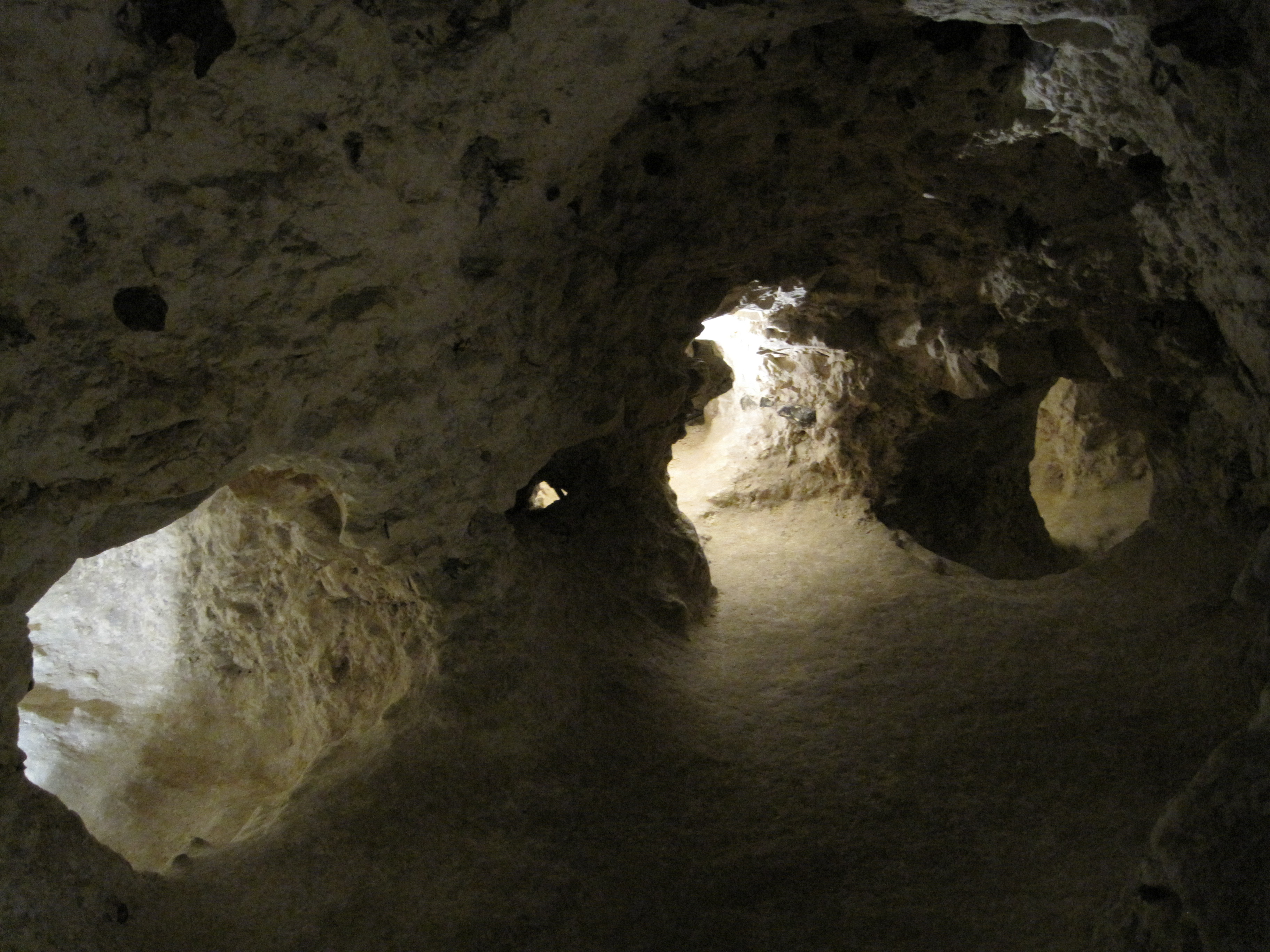
Minières néolithiques de silex de Petit-Spiennes.
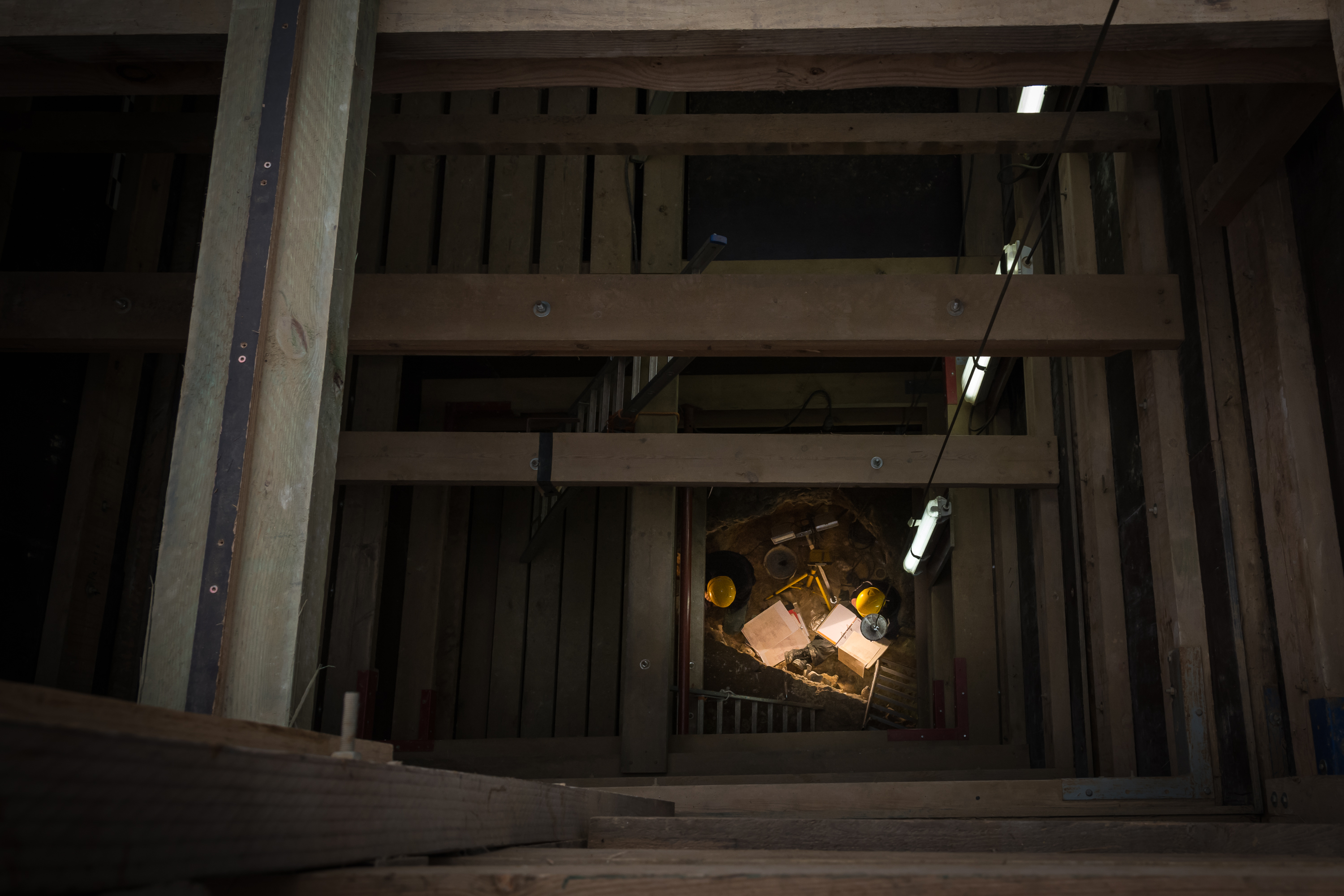
Fouille d'un puits d'extraction du silex à Petit-Spiennes, été 2015.
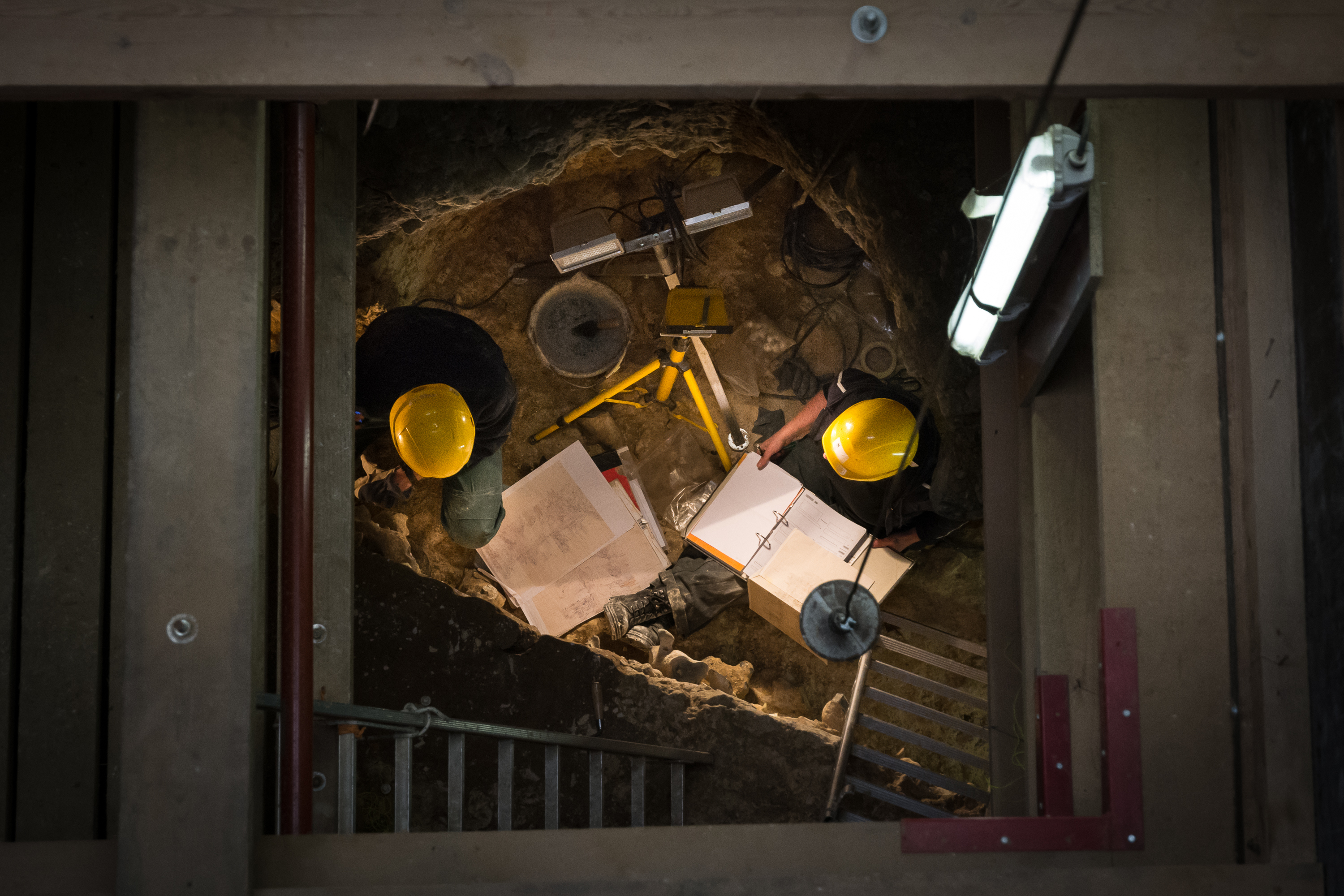
Fouille d'un puits d'extraction du silex à Petit-Spiennes, été 2015.

## Géologie
Le sous-sol est composé de craies blanches remontant au Campanien avant-dernier étage du Crétacé supérieur avec de bas en haut les formations d'Obourg, Nouvelles et Spiennes. La Formation de Spiennes remonte à la fin du Campanien . Parmi ces trois formations, seule celle de Spiennes est riche en silex. Elle compte jusqu'à vingt bancs de silex distants de 50 cm à 1 m. Les volumineux rognons de silex y sont noirs à gris/brun.

## Méthodes d'extraction

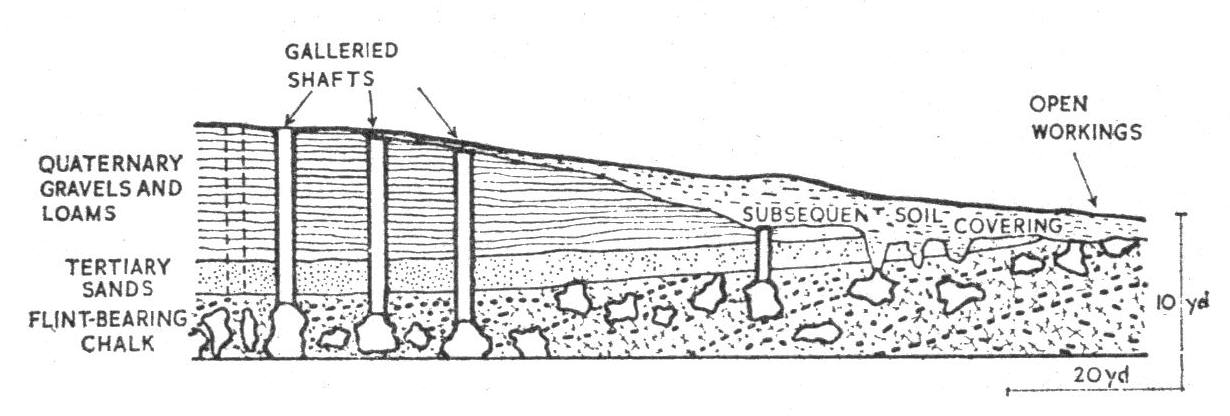
Section des mines de Spiennes

Les structures d'extraction sont variées et sont en partie conditionnées par la géologie. On connaît des exploitations à ciel ouvert dans le flanc de la vallée de la Trouille là où le silex affleure directement. De simples fosses de quelques mètres de profondeur sans extraction souterraine sont connues sur les rebords du plateau, là où la couverture de lœss est peu épaisse. Le site est cependant surtout connu pour ses exploitations souterraines qui peuvent atteindre de 3,50 m à 16 m de profondeur. Ce mode d'exploitation est utilisé là où le silex est profondément enfoui. Pour ce faire, les mineurs creusent un puits leur permettant d'accéder aux bancs de silex à exploiter. À Spiennes, ces puits d'accès sont étroits. Ils mesurent généralement 1 m de diamètre. Leur profondeur dépend de celle à laquelle le silex va être rencontré. Dans certains cas, comme dans les minières de 15–16 m de profondeur au Camp-à-Cayaux, les mineurs ont choisi d'exploiter un banc de silex bien spécifique, passant au travers de nombreux autres bancs pour atteindre celui qui était recherché. Une fois le niveau de silex atteint, l'extraction va se développer tout autour du puits, en galeries de quelques mètres de long. À Petit-Spiennes, l'exploitation souterraine se développe jusqu'à 5 m à partir du centre du puits. Au Camp-à-Cayaux, certaines galeries sont plus longues, pouvant s'aventurer jusqu'à 7 m du puits. Les surfaces exploitées sont de l'ordre de 20 à 45 m2.

## Datation
Sur base des datations radiocarbone, les minières de Spiennes furent exploitées durant le Néolithique, de 4 300 ans av. J.-C. à 2 200  ans av. J.-C., soit depuis le Néolithique moyen jusqu'au Néolithique final. La céramique découverte sur le site appartient principalement à la culture de Michelsberg (4 300-3 700 ans av. J.-C.). On connaît pour cette même culture un village à enceinte érigé sur le plateau de Petit-Spiennes à 400 m de la zone minière de Petit-Spiennes. Actuellement, aucune datation ne permet de supposer la poursuite de l'extraction du silex durant les âges des métaux (2 200 ans av. J.-C. à 50 ans av. J.-C.). Le seul indice de la taille du silex durant cette période est un atelier de taille datant du VIIIe siècle avant notre ère découvert dans la partie supérieure d'un des fossés de l'enceinte. C'est sur base de cette découverte que certains auteurs estiment que le site fut exploité de 4 300 à 750  av. J.-C..

## Production et diffusion
Le silex extrait dans les minières néolithiques de silex de Spiennes a servi à la production de haches et de lames en silex. Les haches produites atteignent 28 cm de long pour les plus grands exemplaires. Les lames produites mesurent de 15 à 20 cm de long. Les artefacts produits sur le site minier de Spiennes se retrouvent dans les habitats Michelsberg et du groupe de Spiere au Néolithique moyen jusqu'à 160 km de distance.